# Koimkowce

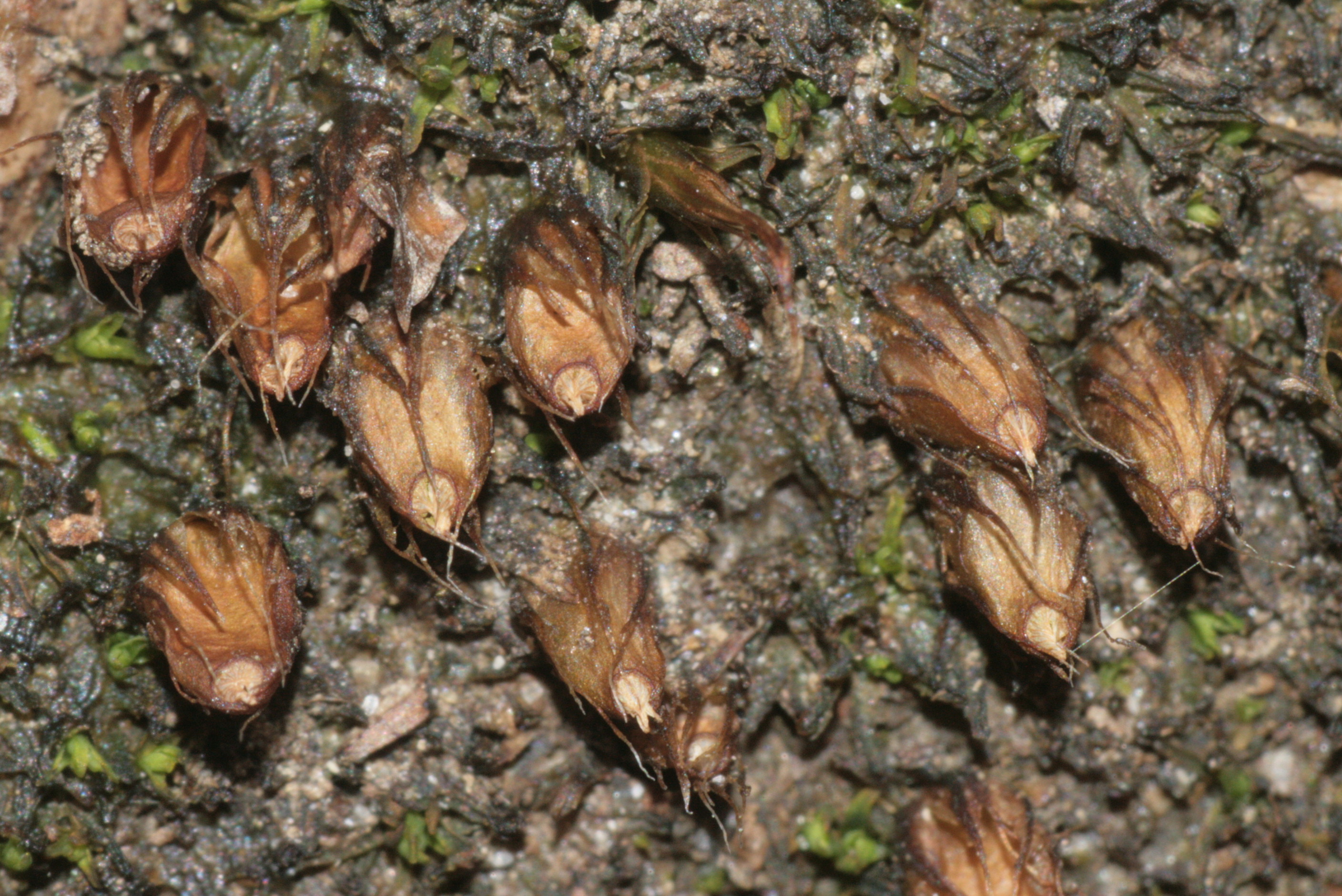
Zarodnie koimka bezłodygowego

Koimkowce (Diphysciales) – rząd mchów należący do klasy prątników (Bryopsida Rothm.). Obejmuje jedną rodzinę – koimkowate Diphysciaceace M. Fleisch. i jeden rodzaj koimek Diphyscium D. Mohr. Należy tu ok. 15–18 gatunków. Rośliny te występują na obu kontynentach amerykańskich, na wyspach oceanicznych na Atlantyku i Pacyfiku, w Europie, Azji i Australii. W Polsce rośnie jeden gatunek – koimek bezłodygowy Diphyscium foliosum.

## Morfologia

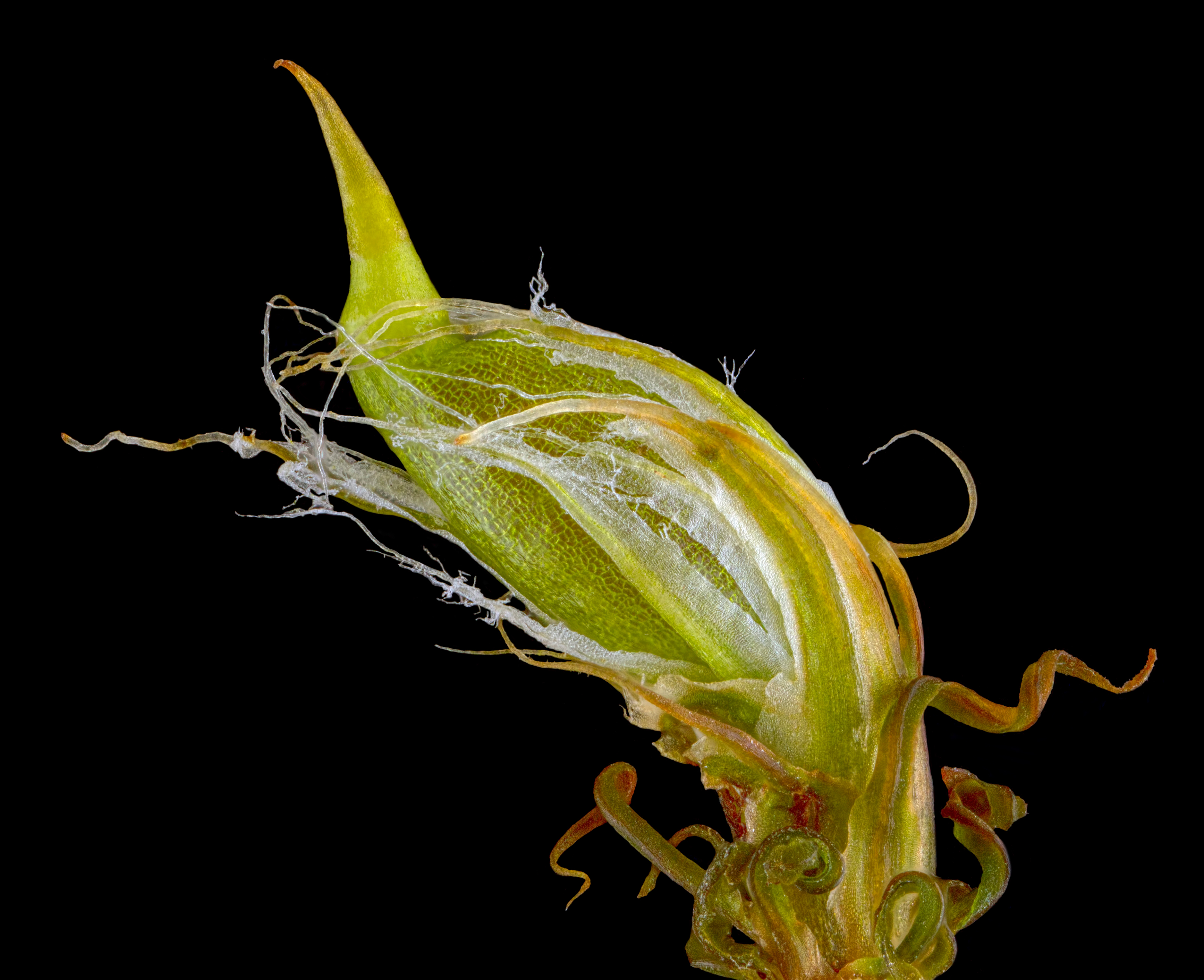
Zarodnia koimka bezłodygowego

SplątekDługotrwały, czasem z tarczowatymi organami asymilacyjnymi.
GametofitWieloletni, dwupienny. Wyrasta w bardzo gęsto skupionych darniach, z chwytnikami bardzo gęsto przerastającymi podłoże. Rośliny osiągają od 0,5 do 1 cm wysokości i mają barwę ciemno- do jasnozielonej. Łodyżka krótka, prosta, do ok. 2 mm długości. Listki gęsto wyrastające, malejące ku szczytowi.
SporofitSeta bardzo krótka, stąd zarodnia ledwo wystająca ponad listki. Zarodnia żółtozielona, skośna, w dole wybrzuszona, w górze zwężająca się.

## Systematyka
Monotypowy rząd Diphysciales M. Fleisch. należy do podklasy Diphysciidae Ochyra, klasy prątniki Bryopsida Rothm., podgromady Bryophytina Engler, gromady mchy Bryophyta Schimp. Do rzędu należy jedna rodzina – koimkowate Diphysciaceace M. Fleisch. i jeden rodzaj koimek Diphyscium D. Mohr.
Jeszcze w XX wieku w obrębie rodziny wyróżniane były trzy rodzaje. Obok Diphyscium z ok. 12 gatunkami, wyróżniano rodzaj Theriotia Cardot, z dwoma gatunkami występującymi w południowo-wschodniej Azji, oraz monotypowy rodzaj Muscoflorschuetzia Crosby z Chile. Na początku XXI wieku wszystkie te rodzaje zostały scalone z Diphyscium.
Wykaz gatunków:
- Diphyscium calcareum Dixon
- Diphyscium chiapense D.H. Norris
- Diphyscium domingense (Brid.) W.R. Buck & Steere
- Diphyscium elmeri (Broth.) Broth.
- Diphyscium fasciculatum Mitt.
- Diphyscium fendleri Müll. Hal.
- Diphyscium foliosum (Hedw.) D. Mohr – koimek bezłodygowy
- Diphyscium fulvifolium Mitt.
- Diphyscium integerrimum (Broth.) Broth.
- Diphyscium kashmirense (H. Rob.) Magombo, Zacharia Lekodi
- Diphyscium longifolium Griff.
- Diphyscium lorifolium (Cardot) Magombo, Zacharia Lekodi
- Diphyscium mucronifolium Mitt.
- Diphyscium perminutum Takaki
- Diphyscium pilmaiquen Magombo, Zacharia Lekodi
- Diphyscium pocsii (Bizot) R.H. Zander
- Diphyscium satoi Tuzibe
- Diphyscium tamasii B.C. Tan & Ninh